# Schoenlandella nigricornis
Schoenlandella nigricornis är en stekelart som först beskrevs av Cameron 1910.  Schoenlandella nigricornis ingår i släktet Schoenlandella och familjen bracksteklar. Inga underarter finns listade i Catalogue of Life.